# الهجمات الإسرائيلية على سوريا 2013
هجمات يناير 2013 على سوريا هي هجمات نفذتها إسرائيل على مركبة ادعت أنها كانت تحمل أسلحة مضادة للطائرات متطورة. هوجمت المركبة في 31 يناير 2013 عندما كانت تقف عند المركز السوري للأبحاث العلمية, مركز الأبحاث السوري الأول للأبحاث حول الأسلحة البيولوجية والأسلحة الكيميائية, في جمرايا, بعض الكيلومترات في شمال غرب العاصمة السورية دمشق وعلى مسافة ليست بعيدة من الحدود اللبنانية. بالإضافة إلى أسلحة نظام صواريخ بوك مضادة الطائرات روسية الصنع، التفجير الثاني أيضًا دمر مركز الأبحاث العلمية .
كانت هذه أول مرة تهجم فيها إسرائيل على سوريا منذ عملية البستان في 2007، عندما دمّرت الطائرات الإسرائيلية مفاعل نووي غير مكتمل. إسرائيل لم تؤكد أنها كانت وراء الهجوم, ولكن فيما بعد لمحت وزارة الدفاع الإسرائيلية أنها كانت وراء الهجوم.

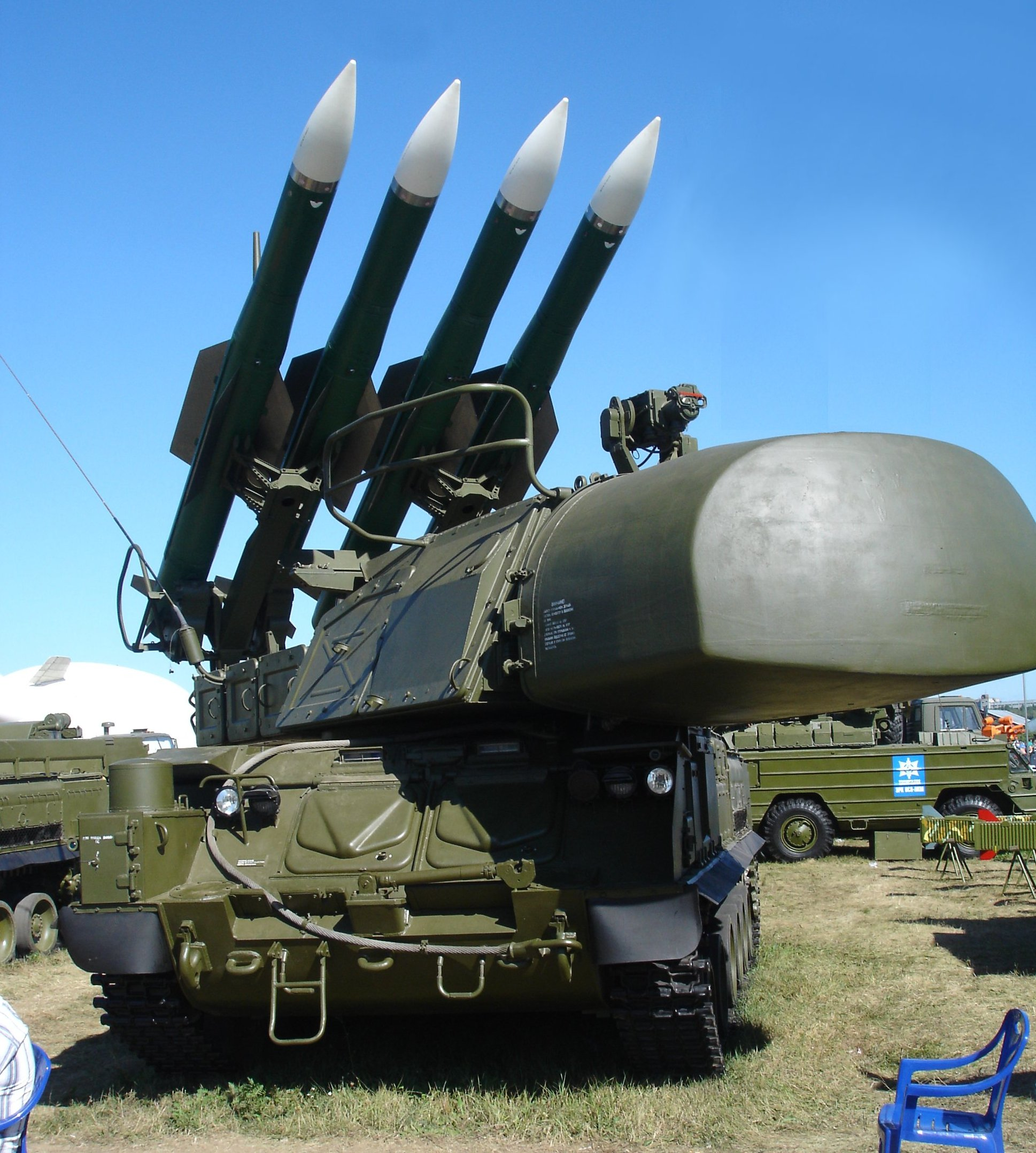
نظام صواريخ بوك

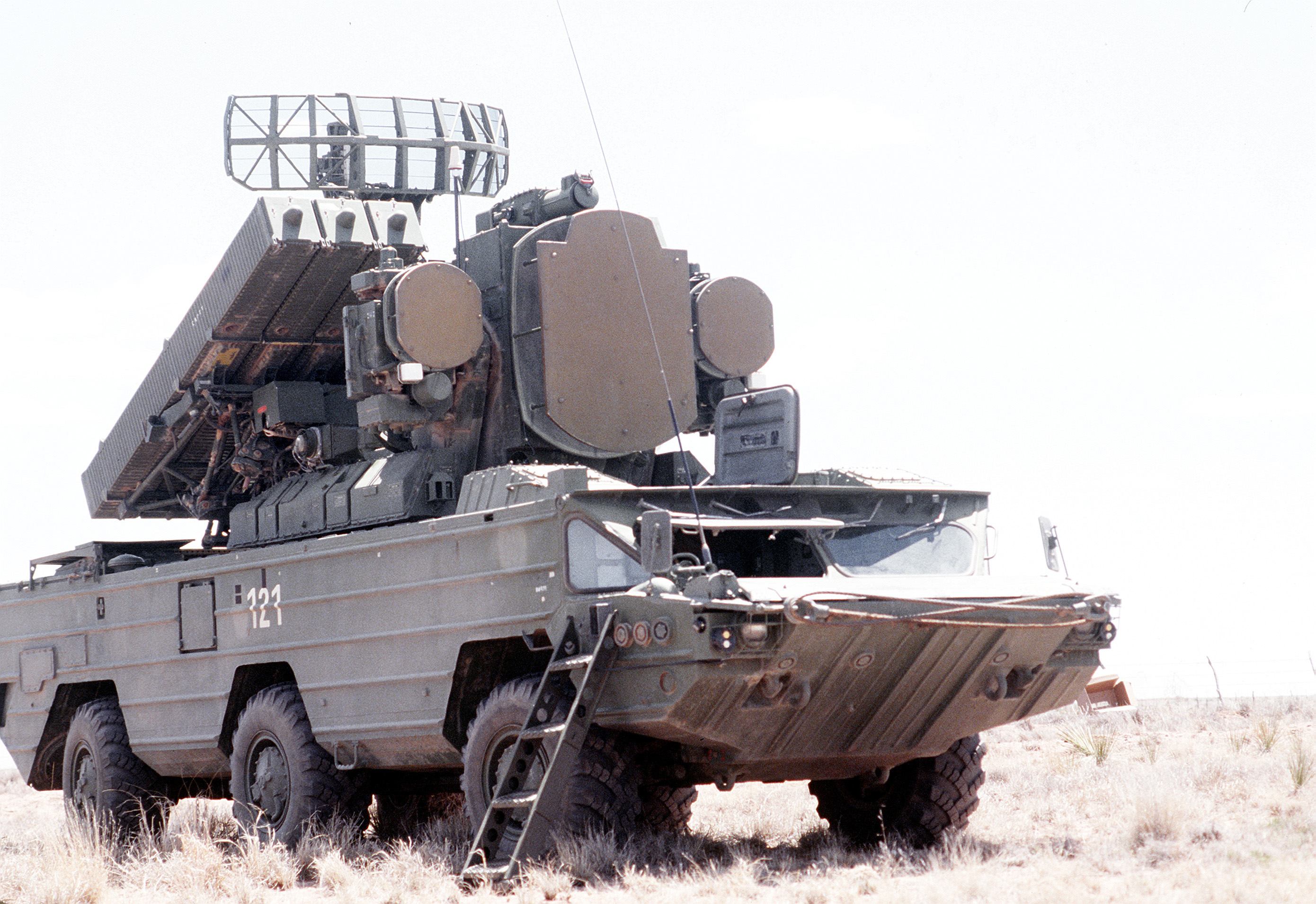
9كيه33 أو أس إيه